# A142 (Russland)
Die A142 ist eine russische Fernstraße in den Oblasten Kursk und Orjol. Sie verbindet die Fernstraßen M 2 und M 3 und verbindet so die ukrainische Hauptstadt Kiew mit den östlich der M 3 gelegenen Gebieten Russlands. Sie ist Teil der Europastraße 391.